# Knipleskole fra Nr. Sejerslev, vestl. Sønderjylland (Frilandsmuseet)
Knipleskolen på Frilandsmuseet viser et grundmuret husmandssted meget typisk for området omkring Tønder. Huset indeholder også en knipleskole, som var et vigtig fundament for den blomstrende kniplingsindustri på egnen. 
Knipleskolen stod genopført på Frilandsmuseet i 1972. Den kommer fra Nørre Sejerslev, nord for Tønder i det sydvestlige hjørne af Danmark. Ikke langt fra Sønder Sejerslev hvorfra museet i 1971 genopførte en stor gård. Sammen giver de to bygninger et indblik i de sociale forskelle på egnen i 1800-tallets sidste årtier. Huset lå på Hjerpsted Bakkeø, en naturlig forhøjning i det flade landskab bestående af marsk, eng og mose. Marsk og engjord gav rige muligheder for studeopfedning og skabte grundlaget for en velhavende gårdmandsstand, der investerede i skibsfart og handel.

## Egnen
På egnen var der dog også en vigtig indtægtskilde ved fremstilling af kniplinger. Det var et kvindeerhverv og det var knyttet til den jordløse del af befolkningen. Den sønderjyske hjemmeindustri udviklede sig i løbet af 1600-årene, havde sin rigeste periode i 1700-årene men mistede sin betydning i løbet af 1800-tallet, som et naturligt resultat af industrialiseringen og modens udvikling. I 1855 blev knipleskolen finansieret af kniplingshandler Hoberg Wulff og havde 14-20 elever, men allerede i 1859 skriver sognets degn: ”Knipleskolen i Nørre Sejerslev har for Tiden 10 Elever. Den staar i øvrigt ikke længere under nogen Kniplingshandlers Bestyrelse, men drives af Konen i Huset som Privatinstitut, idet hun selv enes med Vedkommende om Vilkaarene, under hvilke hun lærer dem Haandværket”. I de følgende år går det kun tilbage og i 1887 siges således, at kun gamle kvinder giver sig af med at kniple.

## Bygningen
Husets historie går tilbage til 1770'erne, hvor det var jordløst og lå på byens gadejord. Det havde skiftende ejere, ikke fæstere, hvor mændene var daglejere og konerne supplerede med indtægter fra kniplebrættet. Fra 1835 har der boet to familier men fra 1893 igen kun én familie, som nedlagde aftægtslejligheden og udvidede stalden, fordi de havde købt mere jord til huset. I 1917 døde den sidste husmand, og den ugifte datter Stine Caspers blev boende alene indtil Frilandsmuseet overtog bygningen. Frilandsmuseet har overtaget mange sådanne bygninger beboet af ugifte. At disse bygninger ikke har dannet ramme om et normalt familieliv, gør dem velegnede og nemme at føre tilbage til et oprindeligt udseende. 
På grund af mangel på træ samt kulturelle forbindelser sydpå, har huset nok altid været grundmuret som det fra 1600-årene var almindeligt på denne egn. Dog kan et forenklet bindingsværksskelet bag murstensvæggene tyde på, at huset har haft en eller anden form for forgænger. Typisk for egnenes byggeskik, er fugerne mellem murstenene som dekoration trukket op med hvidt, ligesom kvisten over indgangsdøren er meget karakteristisk. 
Aftægtslejligheden bag stalden er blevet genskabt og indeholder en ganske lille forstue med kampestensgulv, køkken med åben skorsten, en tofagsstue med alkove og et lille spisekammer. Fra køkkenet er der adgang til den lille stald som hører til den anden lejlighed. Stalden kunne rumme en enkelt ko, og grisen stod i et udskud ved vestgavlen. Husmandens jordtilliggende var ikke større, end at landbruget kunne klares ene mand, og den beskedne høst har sagtens kunnet rummes på husets lille loft. 
Adgang til østlejligheden er gennem forstuen og køkkenet. I køkkenet blev det daglige liv levet, her blev maden tilberedt på det åbne ildsted og spist ved langbordet under vinduerne.  Køkkenet har murstensgulv, hvidkalkede vægge og brunt træværk. Køkkenredskaberne findes i et lille spisekammer og i et fast skab. Endnu et skab optager plads, men det kan kun åbnes fra stuen, som blev kaldt dørns langs det meste af vestkysten. Stuen har to alkover, hvor der kunne sove mindst to voksne i hver eller endnu flere børn. Lukkede sengesteder og indbyggede skabe er karakteristisk for egnen og er ligesom byggeskikken et resultat af de mange forbindelser sydpå over de frisiske områder til Nederlandene. De pæne møbler i stuen blev kun brugt når der var gæster. Stuen kan varmes op med en kakkelovn. Der står også en dragkiste selvom gemmemøblerne ellers er anbragt i piselen. Da det i midten af 1800-tallet gik voldsomt tilbage for knipleskolen, blev piselen delt i to. De få elever som modtog undervisning, kunne godt rummes på den halve plads, i den del af piselen som havde adgang fra køkkenet. Resten af piselen blev brugt som uopvarmet opbevaringsrum, måske endda for sulekarret med saltet flæsk, da spisekammeret er meget lille.

## Knipleindustrien
I kniplestuen sad pigerne på skamler med deres knipleskrin i skødet eller støttet på en opstander. De mindste af pigerne havde en lettere ”storkerede”. Kniplingen laves efter et prikkebrev, der angiver mønstret. Kun de særlig dygtige kvinder kunne lave prikkebrevene. De små piger startede med en enkel og smal knipling med få tråde at holde styr på, og efterhånden øgedes bredden og sværhedsgraden. Det samme mønster – rapporten – gentages et vist antal gange på prikkebrevet. Der sættes kun nåle i et stykke ad gange, og nålene flyttes under arbejdet længere ned på prikkebrevet. Når dette er kniplet igennem, fjernes alle nålene, og knipling og stokke løftes op. Nu sættes den sidste kniplede rapport fast med nåle på prikkebrevets øverste rapport, hvorefter kniplingen fortsættes indtil næste opflytning. En knipling frembringes udelukkende ved hjælp af sammenslyngede tråde, ikke nogen form for knuder.
I 1700-tallet var knipleriet det eneste pigerne lærte, men senere skulle pigerne også passe deres skole. De blev sat i lære som seksårige, og uddannelsen tog omkring seks år, men allerede efter de første par år kunne de tjene lidt. Præsterne klagede over manglende skolegang for pigerne og andre over det stillesiddende, krumbøjede arbejde der ødelagde pigernes helbred og gjorde dem uegnede til husligt arbejde. For at udnytte tællepråse og kærter til det yderste, forstærkede man lyset ved genskin fra vandfyldte kugler, skomagerkugler, ophængt i rummet. Men øjnene kunne efter nogle år i faget godt begynde at tage skade. Mange kniplingspiger blev tidligt dårligt seende.
Allerede mens pigerne var under oplæring, kom de i kontakt med en kniplingshandler, der leverede hørtråden og prikkebrevet og købte deres første anvendelige arbejder. Som udlærte blev pigerne ofte ved med at stå i forbindelse med samme kniplingshandler. De var dermed sikret afsætning, men kunne omvendt ikke sætte prisen på deres kniplinger, da tråd og kniplebreve tilhørte kniplingshandleren. Det krævede lange arbejdsdage, for at pigerne kunne forsørge sig selv ved at kniple, og for at holde en god akkord skiftede de nødigt mønster, med mindre moden krævede det. 
Fremstilling af kniplinger i Sønderjylland var en hjemmeindustri, der betød meget for landsdelens økonomi. I området mellem Tønder, Haderslev og Ribe, var omkring 10-12.000 kvinder beskæftiget med knipling i 1700-årene. Det svarer til hver anden kvinde, så en del af dem må have været gifte koner, der kun kniplede når husarbejdet tillod det.  En stor del af overskuddet ved kniplingshandelen havnede hos de store købmænd i Tønder, som kunne have over 1000 piger i arbejde og gjorde alt for at sikre sig monopol. Staten hjalp ved indførelsesforbud for udenlandske kniplinger, udrejseforbud for kniplepigerne, mønsterbeskyttelse og regler for hvem der måtte handle med kniplinger. Dog deltog mange bissekræmmere, ofte pigernes mandlige familiemedlemmer, i handelen ved at vandre rundt i landet og afsætte kniplingerne direkte til forbrugerne, som i 1800-årene ikke længere var byens kvinder, men bønderkonerne der brugte de sønderjyske kniplinger som pynt. I begyndelsen af 1800-tallet var der således 200 kræmmere med en markedsandel, som var tre gange så stor som den kniplingshandlerne i Tønder havde haft. Indtægten forblev i landdistrikterne, og pigerne fik ofte mere for deres varer, da de selv købte mønstre og tråd og derfor kunne kræve markedspriser. 
I midten af 1800-årene kom kniplinger af mode, efterspørgslen faldt og der kom tilmed konkurrence fra billige maskinfremstillede kniplinger.